# Gitta Ráczkó
Gitta Ráczkó (Veszprém, 7 de diciembre de 1975) es una deportista húngara que compitió en natación adaptada. Ganó cuatro medallas en los Juegos Paralímpicos de Verano entre los años 1996 y 2008.

## Palmarés internacional
| Juegos Paralímpicos | Juegos Paralímpicos      | Juegos Paralímpicos | Juegos Paralímpicos   |
| Año                 | Lugar                    | Medalla             | Prueba                |
| ------------------- | ------------------------ | ------------------- | --------------------- |
| 1996                | Atlanta (Estados Unidos) | Medalla de oro      | 4 × 50 m estilos S1-6 |
| 1996                | Atlanta (Estados Unidos) | Medalla de bronce   | 100 m braza SB5       |
| 2004                | Atenas (Grecia)          | Medalla de bronce   | 100 m braza SB5       |
| 2008                | Pekín (China)            | Medalla de bronce   | 100 m braza SB5       |